# Martin Nemec
Martin Nemec (ur. 31 lipca 1984 w Bratysławie) – słowacki siatkarz, reprezentant Słowacji, grający na pozycji atakującego.
Ma żonę – Lenkę i córkę – Alessię.

## Sukcesy klubowe
Mistrzostwo Słowacji:
- 2004, 2006

Puchar Challenge:
- 2010

Puchar Rumunii:
- 2014

Mistrzostwo Rumunii:
- 2014

Mistrzostwo Włoch:
- 2015

## Sukcesy reprezentacyjne
Liga Europejska:
- 2008

## Nagrody indywidualne
- 2009: Najlepszy punktujący Ligi Europejskiej
- 2010: Siatkarz roku na Słowacji[4]
- 2012: Najlepszy serwujący ligi koreańskiej
- 2013: Najlepszy serwujący ligi koreańskiej